# Hoplocorypha perplexa
Hoplocorypha perplexa är en bönsyrseart som beskrevs av Rehn 1912. Hoplocorypha perplexa ingår i släktet Hoplocorypha och familjen Thespidae. Inga underarter finns listade i Catalogue of Life.